# Halobrecta puncticeps
Halobrecta puncticeps är en skalbaggsart som först beskrevs av Thomson 1852.  Halobrecta puncticeps ingår i släktet Halobrecta, och familjen kortvingar. Enligt den finländska rödlistan är arten nära hotad i Finland. Arten är reproducerande i Sverige. Artens livsmiljö är sandstränder vid Östersjön.